# Naamin Timoyco
Naamin Cárdenas Calderón (Iquitos, 22 de diciembre de 1959), conocida artísticamente como Naamin Timoyco es una vedette y bailarina peruana. Naamin fue la primera mujer trans peruana en obtener un documento nacional de identidad (DNI) que reconoce legalmente su identidad de género.

## Biografía
Nació el 22 de diciembre de 1959 en el distrito de Iquitos, en la provincia de Maynas. Su padre fue militar y su madre, ama de casa. A la edad de 15 años, al terminar la educación básica en el colegio, se mudó a la ciudad de Lima.
Desde temprana edad, demostró interés por el mundo del espectáculo. A la edad de 18 años empezó a estudiar la carrera de administración de empresas en la Universidad Inca Garcilaso de la Vega, período durante el cual comenzó a destacar como bailarina en encuentros con amigos en discotecas. Fue en la reconocida discoteca Perseo donde su talento sobresalió aún más, al ganar un prestigioso concurso de baile. A raíz de esta victoria, los propietarios del establecimiento la invitaron a formar parte del elenco de sus espectáculos, marcando así el comienzo de su exitosa carrera como bailarina y vedette.
Tras varios años ejerciendo su profesión universitaria, decidió dedicarse profesionalmente al mundo del espectáculo nocturno como vedette, eligiendo su nombre artístico en honor a la bailarina argentina Naanim Timoyko. En la década de 1990 viajó a París para someterse una cirugía de reasignación de sexo.
En 2003 inició los trámites legales para poder cambiar su nombre en su documento nacional de identidad, lográndolo en 2008 cuando el Decimosexto Juzgado Civil de Lima declaró fundada su demanda para ser reconocida como mujer en su partida de nacimiento. En 2010, el Juzgado Especializado Civil 39 de Lima emitió una resolución para que el Registro Nacional de Identificación y Estado Civil (RENIEC) pueda tramitar el cambio en su base de datos. El 15 de julio de 2011 se le notificó la emisión de su nuevo DNI.

## Filmografía

### Televisión
- Los reyes del playback
- El artista del año[7]